# Kościół św. Krzysztofa w Złotym Stoku
Kościół św. Krzysztofa w Złotym Stoku – dawna świątynia ewangelicka znajdująca się w mieście Złoty Stok, w województwie dolnośląskim.
Kościół wpisany do rejestru zabytków:  kościół ewangelicki, ob. hala sportowa, XVI, XVIII, nr rej.: A/5198/398 z 24.11.1956.

## Historia
Przekazy kronikarskie mówią o istnieniu budowli w tym miejscu, już w XIII wieku. Określana była wtedy jako wieża wartownicza. W XIV jako kościół miejski. W dzisiejszej formie została wzniesiona w 1515 r. W 1638 roku budynek całkowicie spłonął i wkrótce został odbudowany w niezmienionym kształcie. Kościół został przebudowany w XVIII i XIX wieku, w 1945 roku został uszkodzony. Po 1945 roku świątynia była nieużytkowana, w latach 90. XX wieku adaptowano ją na halę sportową. W 2020 roku rozpoczął się remont, który skończył się w 2022 roku. Wtedy została mu nadana funkcja kulturalno-turystyczna, którą posiada do dziś.

## Architektura
Jest to budowla orientowana, posiadająca jedną nawę oraz trójbocznie zamknięte prezbiterium, od stromy zachodniej znajduje się czworoboczna wieża ozdobiona portalem z głównym wejściem zwieńczonym półkoliście. Nad łukiem centralnie data 1545 i dwa herby: księstwa ziębicko-oleśnickiego (L) i Złotego Stoku (P)W kruchcie za nim znajdują się epitafia z XVI w. Nawa nakryta była dawniej drewnianym stropem, natomiast prezbiterium sklepieniem sieciowym. Do kościoła dostawiona jest zakrystia z emporą na piętrze, przykryta sklepieniem krzyżowo-żebrowym. Do zakrystii i na emporę prowadzą późnogotyckie, ostrołukowe portale.

## Galeria

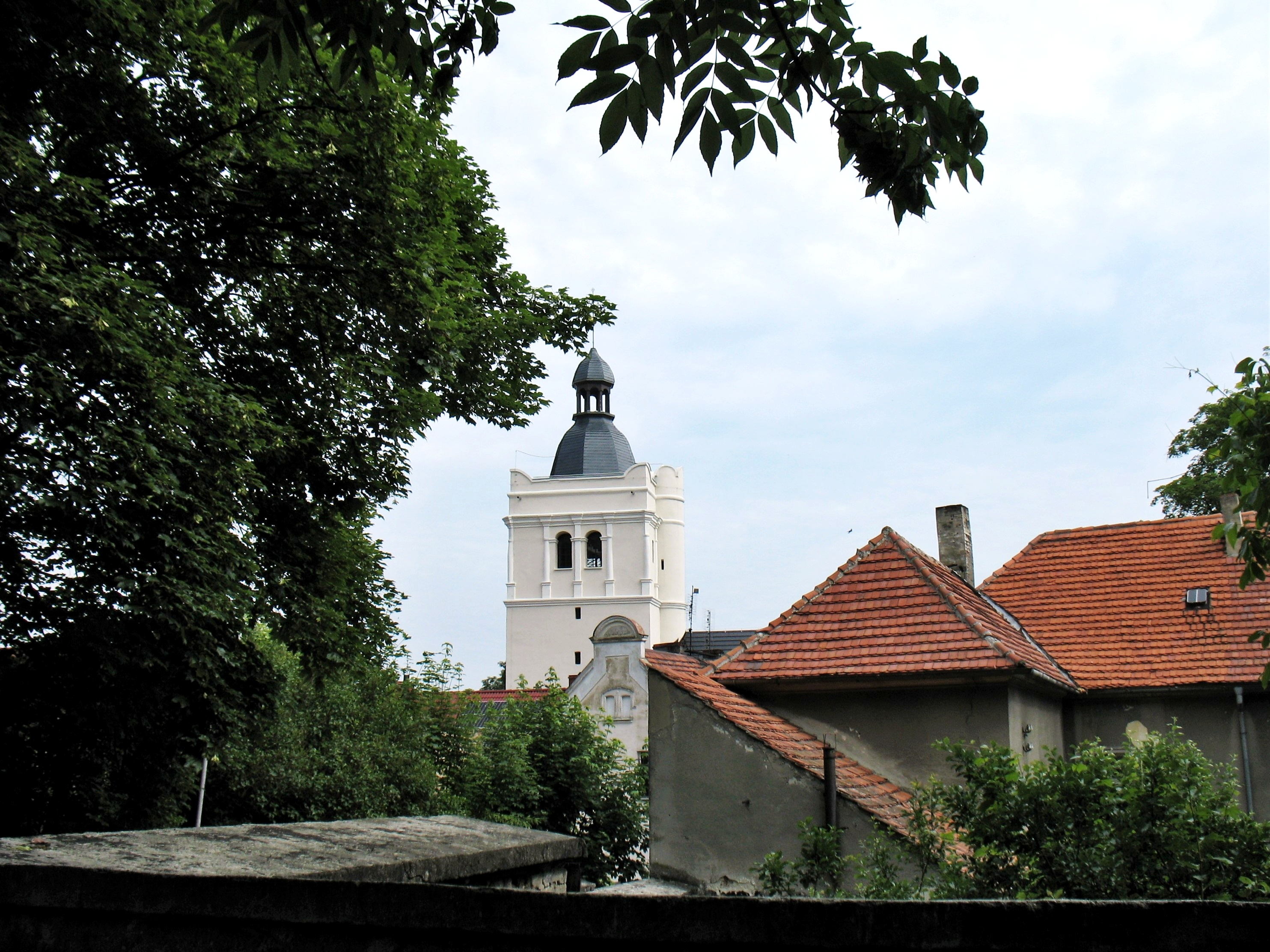
Widok z południa, po prawej dawna mennica
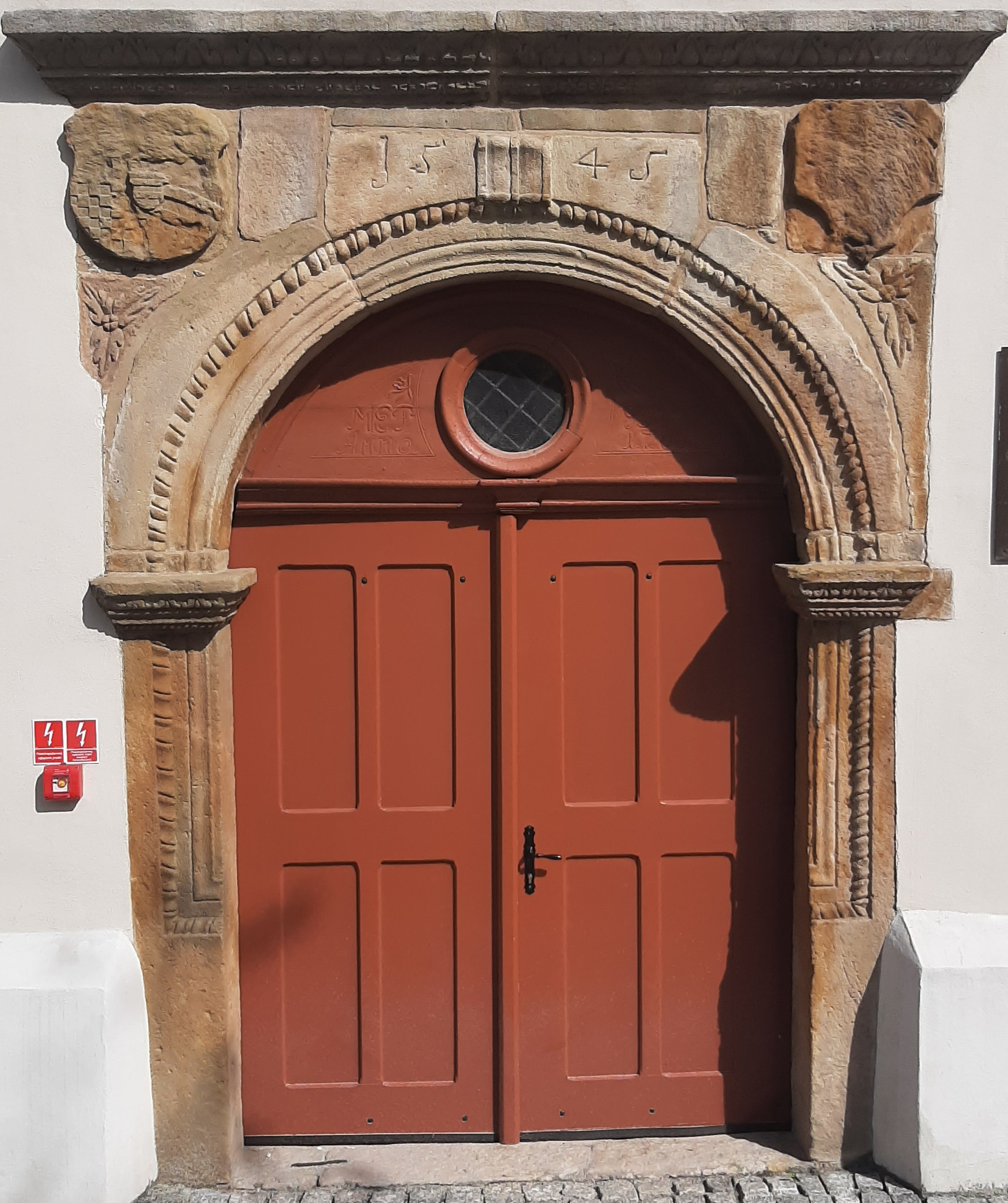
Portal
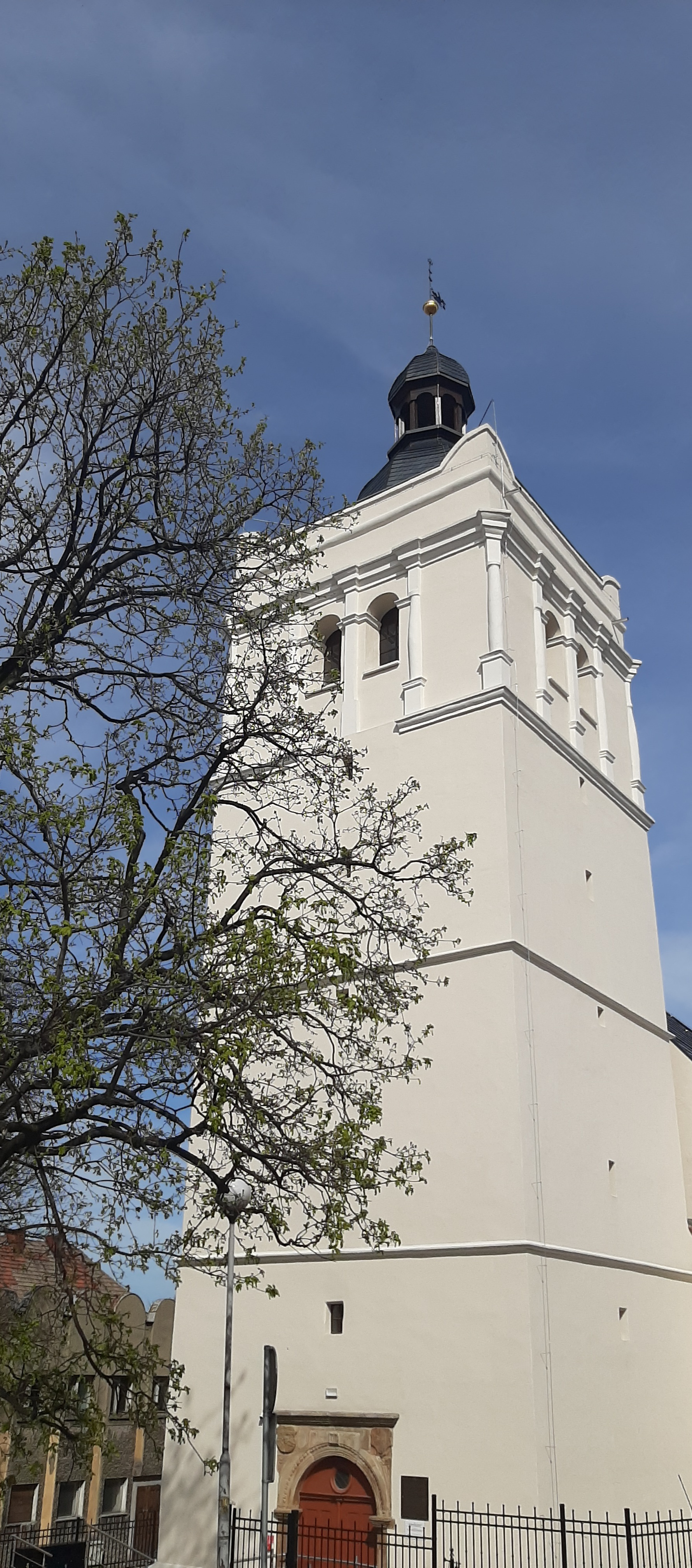
Wieża
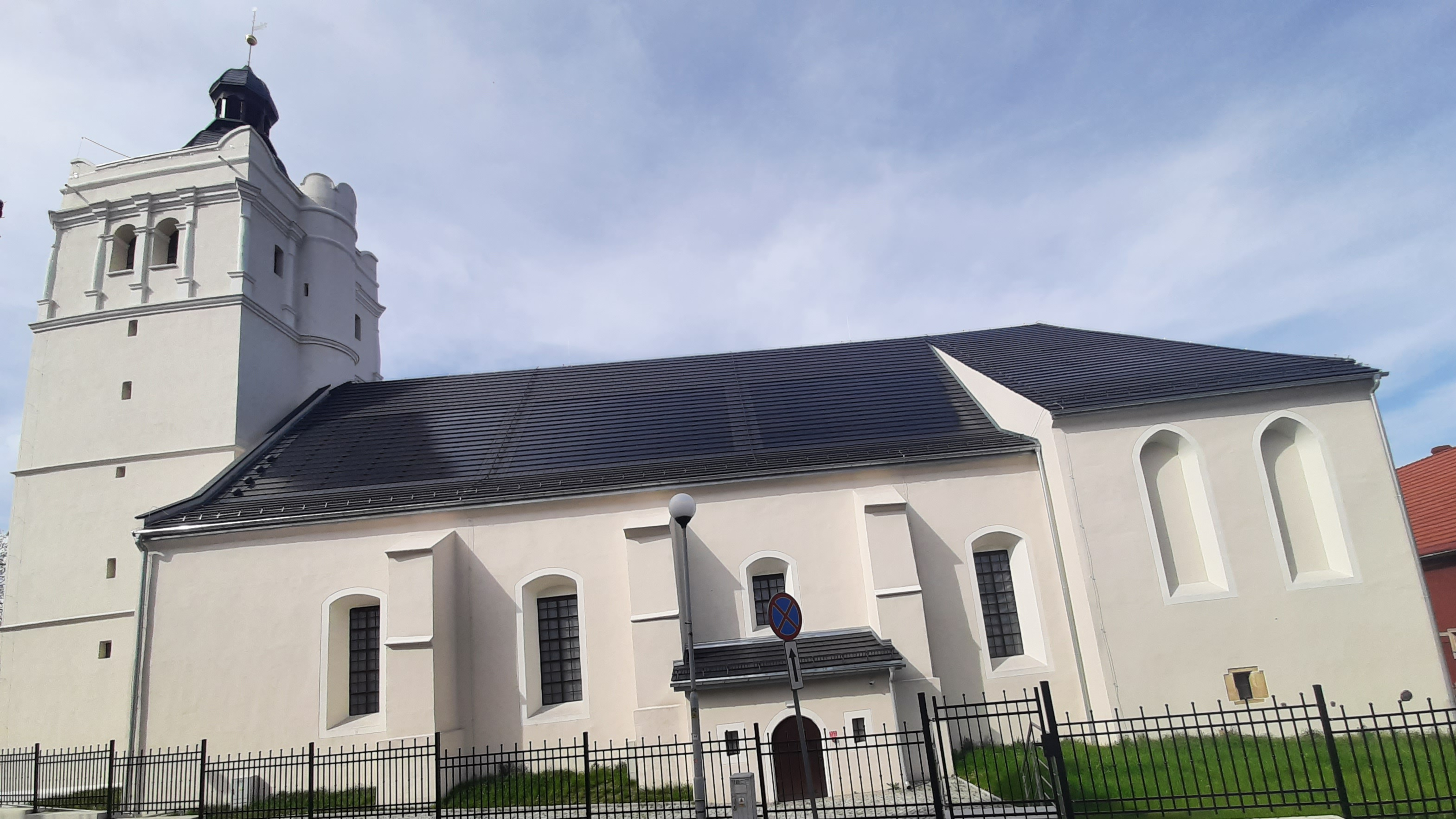
Widok od boku
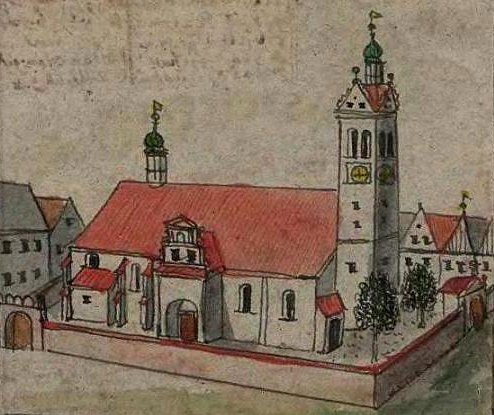
Fragment ryciny F.B Wernera przedstawiający kościół w XVIII wieku
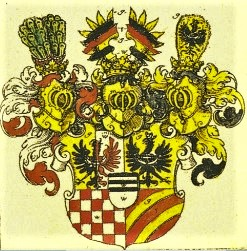
Herb księstwa ziębicko-oleśnickiego
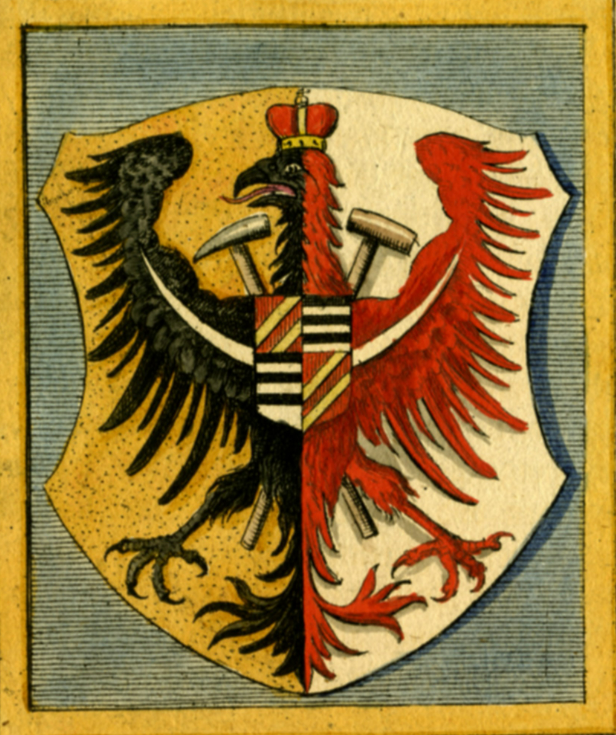
Herb Złotego Stoku